# Fédération internationale de baseball
La Fédération internationale de baseball (International Baseball Amateur Federation ou IBAF) est l'ancienne fédération gérant le baseball au niveau mondial reconnue par le Comité international olympique. Son siège se situait à Lausanne, en Suisse.
En 2013, l'IBAF et la Fédération internationale de softball (ISF) fusionnent pour former la Confédération internationale de baseball et softball (WBSC), qui devient l'organisme mondial reconnu par le Comité international olympique.
La fédération internationale s'est consacrée prioritairement au développement du baseball dans le monde et à l'accès de tous à la pratique de ce sport de batte.

## Historique

### 70 ans d'histoire
La popularité internationale du baseball commence à croître au début du XXe siècle, grâce aux matchs d'exhibition qui se tiennent pendant les Jeux olympiques à Saint-Louis aux États-Unis en 1904, et ceux de Stockholm en Suède en 1912, jusqu'à s'accomplir dans les années 1930.
À la suite d'un match de démonstration de baseball à Berlin pendant les Jeux olympiques d'été de 1936 en Allemagne devant lequel 125 000 personnes sont présentes, les dirigeants saisissent l'enjeu international de la pratique et décident d'organiser la première coupe du monde de baseball : deux équipes se rassemblent à Londres en Angleterre en 1938. C'est à la suite de cette coupe du monde à deux que la Fédération Internationale de Baseball - IBF est fondée, et Leslie Mann en est alors le premier président.
La fédération a par la suite changé plusieurs fois de noms. En 1944, elle est renommée Fédération internationale de baseball amateur (FIBA). En 1973, une scission s'opère avec la création de la rivale Federación Mundial de Béisbol Amateur (FEMBA). Les deux fédérations se retrouvent et fusionnent en 1976 sous le nom d'International Baseball Association (AINBA). L'acronyme IBA est adopté en 1984.  
Le baseball ne cesse alors de gagner en popularité et en pratiquants. Objet d'un tournoi de démonstration lors des Jeux olympiques d'été de 1984 de Los Angeles aux USA, le baseball se classe 3e sport le plus suivi par les spectateurs. C'est aux États-Unis que ce sport s'est développé jusqu'à devenir le "national past-time" et c'est en toute logique qu'il fut l'un des sports les plus populaires lors des Jeux, même en démonstration.
La consécration arrive lors des Jeux olympiques d'été de 1992 de Barcelone en Espagne avec l'inscription du baseball au programme officiel par le CIO. La 1re médaille d'or est gagnée par Cuba. En 1993, le siège de l'IBA déménage à Lausanne, en Suisse. Même si le baseball n'est pas présent au programme des Jeux olympiques d'été de 2012 de Londres ni de ceux de 2016 de Rio au Brésil, il reste néanmoins sur la liste des sports olympiques. C'est d'ailleurs en ce sens que travaille l'IBAF et qu'est créée la World Baseball Classic dont la 1re édition s'ouvre en 2006 dans plusieurs pays.
En 2000, la fédération revient sur son nom et son sigle d'origine : l'IBAF.

### Présidents
Depuis 1938, l'IBAF a changé 5 fois de nom et a connu 16 dirigeants différents :
- 1938 :      Leslie Mann             États-Unis - IBF
- 1939-1943 : Jaime Mariné            Cuba - IBF
- 1944-1945 : Jorge Reyes             Mexique - FIBA
- 1946-1947 : Pablo Morales           Venezuela - FIBA
- 1948-1950 : Chale Pereira           Nicaragua - FIBA
- 1951-1952 : Pablo Morales           Venezuela - FIBA
- 1953-1968 : Carlos M.Checa          Costa Rica - FIBA
- 1969-1975 : Juan Isa                Antilles néerlandaises - FIBA
- 1973-1974 : Willima Fehring         États-Unis - FEMBA
- 1975 :      Carlos J.Garcia         Nicaragua - FEMBA
- 1976-1979 : Manuel Gonzales Guerra  Cuba - AINBA
- 1980 :      Carlos J.Garcia         Nicaragua - AINBA
- 1981-1993 : Robert E.Smith          États-Unis - IBA
- 1993-2007 : Aldo Notari  Italie - IBA/IBAF
- 2007-2009 : Dr.Harvey W. Schiller   États-Unis - IBAF
- 2009-2013 : Riccardo Fraccari       Italie - IBAF

## Organisation

### Siège
Le siège de la Fédération se situe au 24 Avenue de Mon Repos à Lausanne en Suisse. 

### Comité Exécutif
Il est composé de 14 membres.
| Fonction                              | Nom                   | Pays           |
| ------------------------------------- | --------------------- | -------------- |
| Président                             | Riccardo Fraccari     | Italie         |
| 1er Vice-Président                    | Alonso Perez Gonzalez | Mexique        |
| 2d Vice-Président                     | Tom Peng              | Taipei chinois |
| 3e Vice-Président                     | Antonio Castro        | Cuba           |
| Secrétaire Général                    | Israel Rodan          | Porto Rico     |
| Trésorier                             | Angelo Vicine         | Italie         |
| 1er Membre itinérant                  | Paul Seiler           | États-Unis     |
| 2d Membre itinérant                   | Masaaki Nagino        | Japon          |
| 3e Membre itinérant                   | Luis Meloro           | Espagne        |
| Vice-Président Continental: Afrique   | Saber Jlajla          | Tunisie        |
| Vice-Président Continental : Amérique | Jorge Otsuka          | Brésil         |
| Vice-Président Continental : Asie     | Lee, Byung-Suk        | Corée du Sud   |
| Vice-Président Continental : Europe   | Jan Esselman          | Pays-Bas       |
| Vice-Président Continental : Océanie  | Ron Finlay            | Australie      |

### Membres
112 nations sont membres de l'IBAF à travers cinq confédérations continentales : 
- L'African Baseball & Softball Association (ABSA) en Afrique.
- La Baseball Confederation of Oceania (BCO) en Océanie.
- La Baseball Federation of Asia (BFA) en Asie.
- La Confederación Panamericana de Béisbol (COPABE) aux Amériques.
- La Confédération européenne de baseball (CEB) en Europe.

Ces fédérations continentales sont le relai entre la Fédération internationale et les fédérations nationales. Elles régissent aussi l'organisation des compétitions continentales et gèrent la pratique du baseball sur leur continent.

ABSA
BCO
COPABE
CEB

## Projets
La nouvelle direction dynamique (New Dynamic Direction) décline un plan en six objectifs, dont le principal est de faire du baseball à nouveau un sport olympique. Voici ces objectifs :
- Faire du baseball un sport olympique
- Augmenter la popularité et l'image de la pratique du baseball ainsi que le nombre et la qualité des joueurs, entraineurs et du personnel administratif
- Améliorer l'accessibilité et la qualité des compétitions internationales
- Diversifier et augmenter les moyens de financement de l'IBAF
- Rendre la Fédération internationale plus transparente, démocratique et responsable vis-à-vis de ses organismes continentaux et de ses fédérations nationales
- Développer un réseau de partenaires et de soutien avec le baseball professionnel, les sponsors ainsi que les autres organismes actifs sur la scène internationale du baseball

## Principales compétitions
Outre les Jeux Olympiques, les principales compétitions de baseball amateur sont la Classique mondiale de baseball et la Coupe du monde de baseball. En Europe, c'est le Championnat d'Europe de baseball qui est la compétition reconnue.
Dans le tableau qui suit, les compétitions sous l'égide de l'IBAF sont détaillées. On peut noter que contrairement aux idées reçues, les États-Unis ne dominent pas le monde du baseball. La Corée du Sud, vainqueur des derniers JO de Pékin, le Japon, récent vainqueur de la Coupe du Monde et Cuba, pays le plus titré lors des compétitions internationales, complètent ce trio qui tient largement tête aux États-Unis.
| Compétition                              | Dernière édition                                       | Vainqueur              |
| ---------------------------------------- | ------------------------------------------------------ | ---------------------- |
| Classique mondiale                       | 2013 - Japon, États-Unis, Taipei chinois et Porto Rico | République dominicaine |
| Coupe du monde masculine                 | 2011 - Panama                                          | Pays-Bas               |
| Coupe du monde féminine                  | 2012 - Canada                                          | Japon                  |
| Championnat du monde universitaire (U23) | 2010 - Japon                                           | Cuba                   |
| Championnat du monde (U18)               | 2010 - Canada                                          | Taipei chinois         |
| Championnat du monde (U16)               | 2011 - Mexique                                         | États-Unis             |
|                                          |                                                        |                        |
| Baseball aux Jeux olympiques             | 2008 - Chine                                           | Corée du Sud           |
| Coupe intercontinentale                  | 2010 - Taipei chinois                                  | Cuba                   |
|                                          |                                                        |                        |
| Jeux africains                           | 2003 - Nigeria                                         | Afrique du Sud         |
| Championnat d'Afrique                    | 2007 - Afrique du Sud                                  | Afrique du Sud         |
| Jeux asiatiques                          | 2010 - Chine                                           | Corée du Sud           |
| Jeux d'Asie du Sud-Est                   | 2007 - Thaïlande                                       | Thaïlande              |
| Championnat d'Asie                       | 2012 - Taipei chinois                                  | Japon                  |
| Série asiatique                          | 2013 - Taipei chinois                                  | Canberra Cavalry       |
| Jeux panaméricains                       | 2011 - Mexique                                         | Canada                 |
| Jeux d'Amérique centrale et des Caraïbes | 2010 - Porto Rico                                      | Rép. dominicaine       |
| Championnat d'Europe                     | 2014 - République tchèque Allemagne                    | Pays-Bas               |
| Championnat d'Océanie                    | 2007 - Australie                                       | Australie              |
| Jeux du Pacifique sud                    | 2011 - Nouvelle-Calédonie                              | Îles Mariannes du Nord |

## Classement mondial
Le Classement mondial de l'IBAF est un système d'évaluation des équipes nationales de baseball dominé par Cuba pour les hommes et par le Japon pour les femmes début 2011.
Les équipes des nations membres de l'IBAF sont classées selon leurs résultats lors des compétitions internationales sanctionnées par la fédération internationale de baseball lors des quatre dernières années - pondérées d'un coefficient reflétant l'importance du type de tournoi disputé, les tournois internationaux majeurs comptant plus que les tournois continentaux et les tournois internationaux de moindre envergure.